# Coleophora subula
Coleophora subula is een vlinder uit de familie kokermotten (Coleophoridae). De wetenschappelijke naam is voor het eerst geldig gepubliceerd in 1993 door Falkovitsh.
De soort komt voor in Europa.